# Cystiscidae
Cystiscidae zijn een familie van weekdieren uit de klasse van de Gastropoda (slakken).

## Onderfamilies
- Cystiscinae Stimpson, 1865
- Persiculinae G. A. Coovert & H. K. Coovert, 1995
- Plesiocystiscinae G. A. Coovert & H. K. Coovert, 1995